# Game of Thrones (jogo eletrônico)
Game of Thrones é um jogo eletrônico do gênero Ação e Aventura e RPG baseado no primeiro romance A Game of Thrones, da série As Crônicas de Gelo e Fogo de George R. R. Martin e parte nas adaptações para televisão, pela HBO, Game of Thrones. ,
O jogo foi desenvolvido pela Cyanide e publicado pela Atlus na América do Norte e Focus Home Interactive na Europa e na Austrália.